# Tord Dahlgren
Tord Elis Dahlgren, född 1 december 1908, död 2 oktober 1941 i Stockholm, var en svensk friidrottare som tävlade i tresteg. Han vann SM-guld i tresteg år 1931. Han tävlade för IFK Malmö.